# Karl Peter Bopp
Karl Peter Bopp (* 14. Februar 1865 in Kleinseelheim (Landkreis Marburg-Biedenkopf); † 3. August 1931 ebenda) war ein deutscher Gutsbesitzer und Abgeordneter des Provinziallandtages der preußischen Provinz Hessen-Nassau.

## Leben
Karl Peter Bopp war der Sohn des Gutsbesitzers Karl Jodokus Bopp und dessen Ehefrau Christina Elisabeth Sinning. Nach dem Besuch der Höheren Landwirtschaftsschule in Weilburg studierte er Landwirtschaft an der Universität in Halle. In seinem Heimatort übernahm er den elterlichen Gutshof, betätigte sich politisch und war Kreisdeputierter im Kreis Kirchhain. In den Jahren von 1899 bis 1919 hatte er einen Sitz im Kurhessischen Kommunallandtag des Regierungsbezirks Kassel, aus dessen Mitte er zum Abgeordneten des Provinziallandtages der Provinz Hessen-Nassau bestimmt wurde.

## Sonstiges
Bopp war Mitinitiator der mittelhessischen Ohmtalbahn und Gründer der Kornhausgenossenschaft Kirchhain.